# Hans Henrik Voetmann
Hans Henrik Voetmann (* 15. Juni 1950) ist ein dänischer Schauspieler.

## Leben
Hans Henrik Voetmann absolvierte 1973 sein Schauspielstudium am Aarhus Teater. Er fand schnell Engagements an mehreren dänischen Theatern. So spielte er beispielsweise am Det Kongelige Teater und am Bådteatret. Ab Mitte der 1980er war er vereinzelt und ab Mitte der 1990er Jahre regelmäßig beim dänischen Film zu sehen. So spielte er in Filmen wie Die unschlagbaren Andersens, Worlds Apart und Die Wahrheit über Männer mit.
Seit seiner Jugend ist Voetmann begeisterter Antiquitätensammler. Seit 2010 besitzt er sein eigenes Antiquitätengeschäft.

## Filmografie (Auswahl)
- 1986: Mord im Dunkeln (Mord i mørket)
- 1997: Die unschlagbaren Andersens (Sunes familie)
- 1998: Angel of the Night (Nattens engel)
- 2000: Unit One – Die Spezialisten (Rejseholdet, Fernsehserie, eine Folge)
- 2004: King’s Game (Kongekabale)
- 2006: Kunsten at græde i kor
- 2008: Worlds Apart (To Verdener)
- 2010: Die Wahrheit über Männer (Sandheden om mænd)
- 2014: Schändung (Fasandræberne)
- 2014: 1864 (Fernsehserie, 1 Episode)
- 2015: Mennesker bliver spist
- 2016: Fuglene over sundet
- 2017: Mercur (Fernsehserie, 1 Episode)